# Hermann Haken (fizyk)
Hermann Haken (ur. 12 lipca 1927 w Lipsku, zm. 14 sierpnia 2024 w Sindelfingen) – niemiecki fizyk, twórca synergetyki. 
Po studiach matematycznych i fizycznych na uniwersytetach w Halle i Erlangen uzyskał doktorat z matematyki w 1951, a w 1956 habilitację z fizyki teoretycznej. W latach 1960–1995 był profesorem fizyki teoretycznej na Uniwersytecie w Stuttgarcie. W 1984 odznaczony Pour le Mérite za Naukę i Sztukę.